# 范璩之
范璩之（？—？），南阳順陽（今河南省淅川县李官桥镇）人，順陽范氏第八代。南朝宋其間曾任中書侍郎。在東晉時期曾任安北將軍范汪之四世孫。有兩子，范濛在年輕時去世、范抗曾任郢府參軍。另有兩孫，范濛之子范縝曾為南朝齊任中書郎、國子博士及著有《神滅論》一書，范抗之子范雲曾為南朝梁任刺史、尚書左僕射。

## 參看
- 順陽范氏